# 新発田バイパス

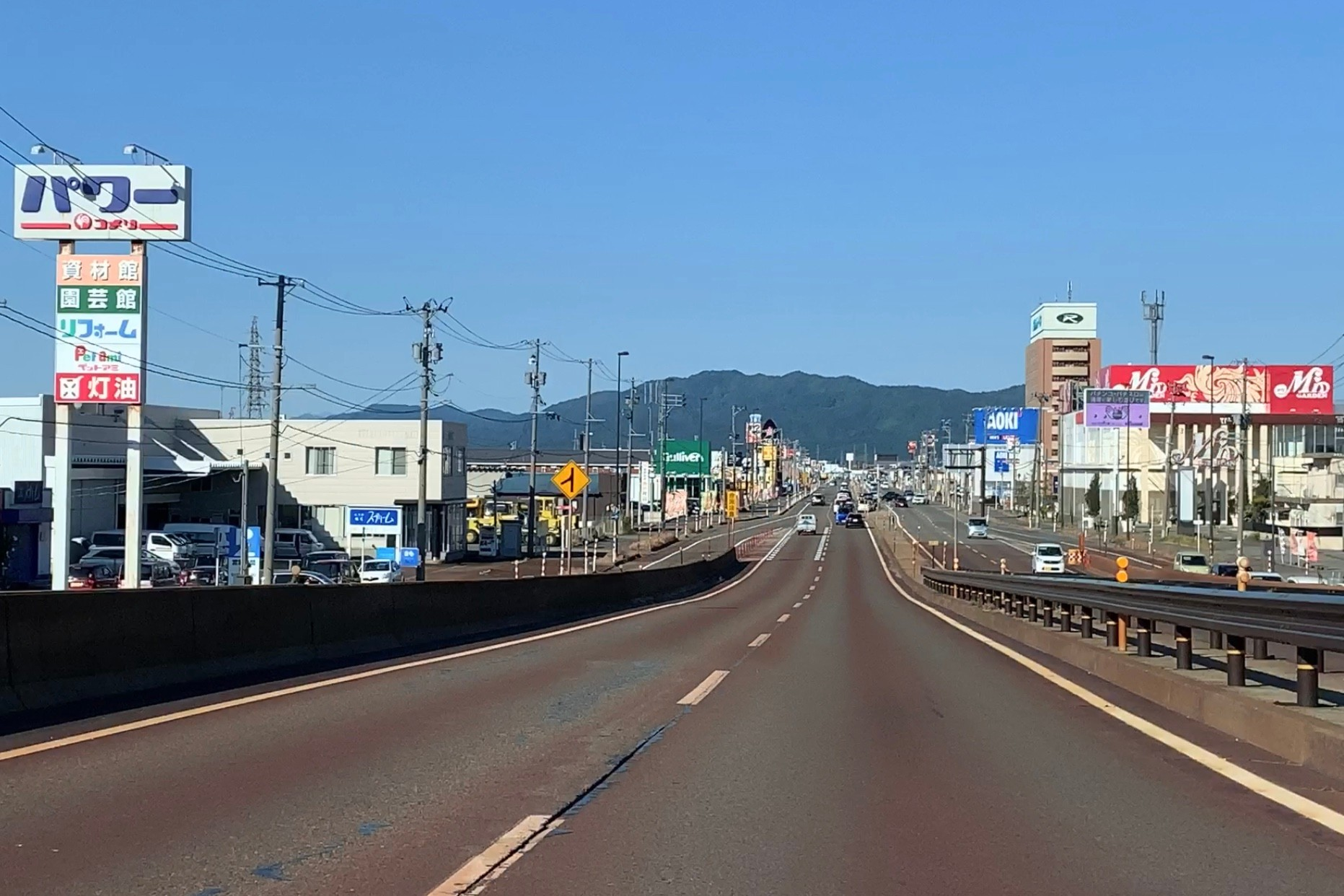
新新バイパス終点付近から村上方向を望む（新発田市舟入、2020年5月）

新発田バイパス（しばたバイパス）は、新潟県新発田市日渡から同市島潟に至る、新潟県道26号新発田豊栄線・国道7号のバイパス道路。

## 概要
かつて国道7号は、新発田市日渡から新発田市中心部に向かっていたが、新発田バイパスはそこから北東に向かって市街地を迂回する。新発田ICで新新バイパスの接続を受けて国道7号となり、島潟交差点で終わる。
しかし、すでに県内の主要バイパス路線同様、都市間移動と生活道路としての役割が重複しており、沿線のほぼ全域にわたってロードサイド型店舗が数多く立ち並び、慢性的に流れが悪くなっている。新発田市役所至近の城北町交差点周辺は、新潟市近郊でも特に渋滞が発生しやすい地点である。
これらの慢性的な渋滞を解消するため、新新バイパスと接続する新発田ICが完全立体化され（詳細は新発田インターチェンジを参照）、その後細部の施工を行い2009年（平成21年）度中に全面竣工した。

### 路線データ
当初の計画に基づくデータは次の通り。
- 起点 - 新潟県新発田市日渡
- 終点 - 新潟県新発田市島潟（島潟交差点=国道290号交点）
- 全長 - 5.4 km
- 規格 - 第2種平地部
- 道路幅員 - 11.0 m
- 車線数 - 2車線
- 車線幅員 - 3.5 m
- 最小曲線半径 - 300 m
- 最大縦断勾配 - 0.83 %

### 新発田拡幅

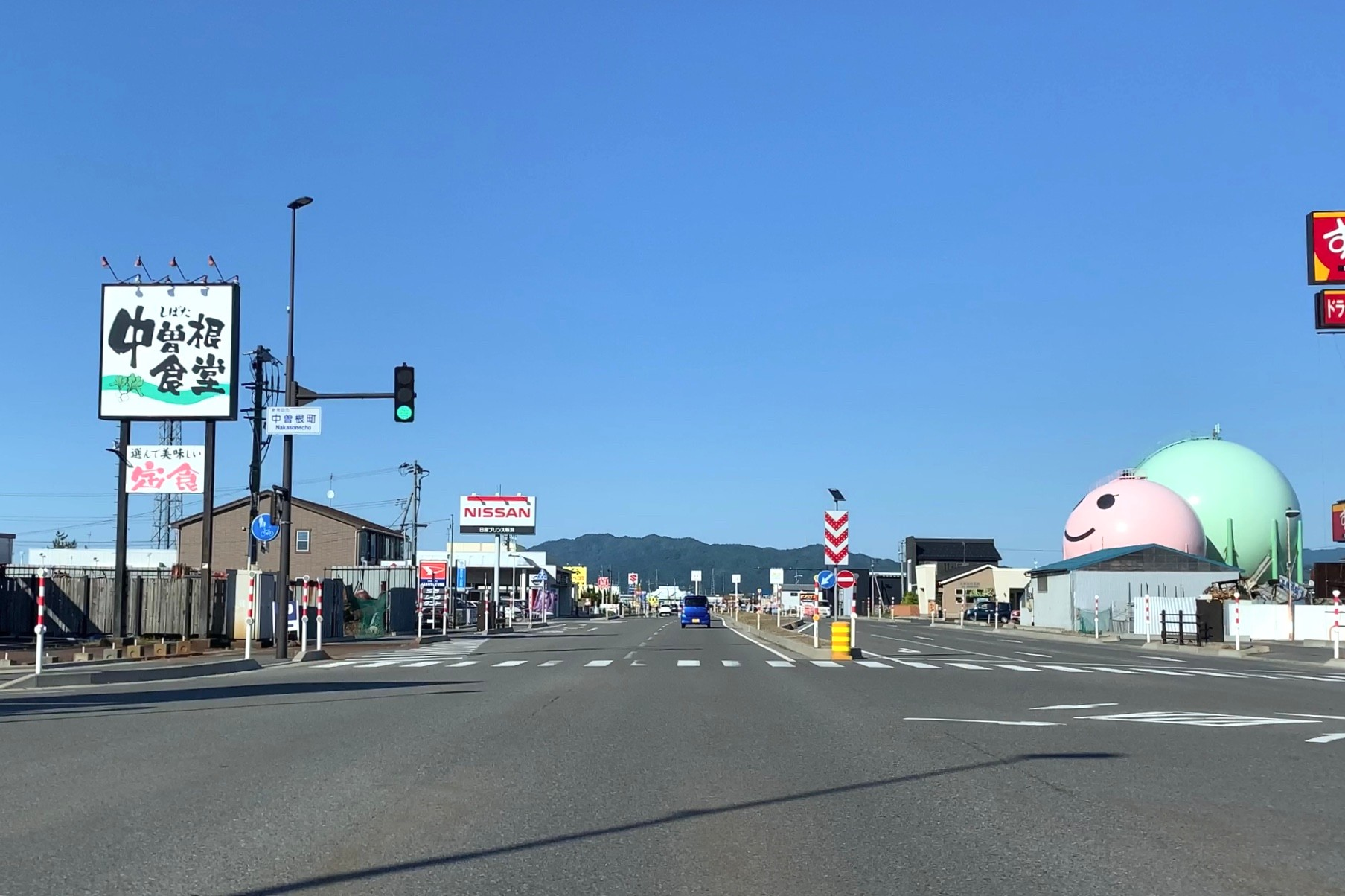
拡幅により4車線化された区間（「中曽根町」交差点付近、2020年5月）
右側は新発田ガスのガスタンク「ニコタン」

新発田IC以東の区間については、舟入交差点 - 島潟交差点 - 三日市交差点間の延長5.8 kmが「新発田拡幅」として国土交通省による拡幅事業が行われている。2009年（平成21年）9月4日に舟入交差点 - 中曽根町交差点間の延長0.9 kmの区間が完成4車線供用され、2016年（平成28年）3月30日には中曽根町交差点 - 小舟町交差点間の延長0.9 kmが完成4車線供用された。残る小舟町交差点 - 三日市交差点間4.0 kmも4車線化が行われる予定となっている。
また、一部立体交差式の三日市交差点がある（2002年に立体交差化されたもの）。これと新発田ICを除いて全線平面交差である。
- 起点 - 新潟県新発田市奥山新保（舟入交差点=国道7号新新バイパス終点）
- 終点 - 新潟県新発田市三日市（三日市交差点）
- 全長 - 5.8 km
  - A区間 - 4.2 km（奥山新保=舟入交差点 - 島潟=島潟交差点）
  - B区間 - 1.6 km（島潟=島潟交差点 - 三日市=三日市交差点）

- 規格 - 第4種第1級（A区間）・第3種第1級（B区間）

- 道路幅員 - 33.0 m（A区間）・28.0 m（B区間）
- 車線数 - 4車線
- 車線幅員 - 3.5 m

## 歴史
- 1963年度（昭和38年度）：着工[1]。
- 1965年（昭和40年）12月14日：全線開通[1]。

## 地理

### 通過する自治体
- 新潟県
  - 新発田市

### 交差する道路
- 国道7号〈新新バイパス〉（新発田IC）
- 国道460号〈新発田南バイパス〉（同）
- 新潟県道203号網代浜新発田線（舟入交差点）
- 新潟県道544号次第浜新発田線（小舟町交差点）
- 新潟県道21号新発田紫雲寺線（城北町交差点）
- 国道290号 （島潟交差点）

### 接続するバイパスの位置関係

#### 国道7号
（新潟方面）新新バイパス - 新発田バイパス - 現道 - 加治川バイパス （青森方面）